# عصفور عبد الكوري
عصفور عبد الكوري (الاسم العلمي: Passer hemileucus) هو طائر من الجواثم مستوطن في جزيرة عبد الكوري الصغيرة في أرخبيل سقطرى بالمحيط الهندي، قبالة القرن الأفريقي. على الرغم من وصف هذا النوع في الأصل على أنه نوع متميز، إلا أنه كان يعتبر نوعا مع عصفور سقطري.  أظهرت دراسة أجراها جاي كيروان اختلافات كبيرة عن النوع السقطري، وأن العصفورين قد يكون لهما أصول مختلفة.  بناءً على الدليل على أنه متمايز شكليًا، اعترفت جمعية الطيور العالمية (ومن ثم القائمة الحمراء للاتحاد الدولي لحفظ الطبيعة) بأنه نوع،  وتم إدراجه في قائمة الطيور العالمية التابعة للجنة الأولمبية الدولية اعتبارًا من ديسمبر 2009. لعصفور عبد الكوري جمهرة محدودة للغاية، ويبلغ عدد الطيور أقل من 1000 فرد، لذلك على الرغم من عدم وجود أي تهديدات معروفة، إلا أنه يعتبر من الأنواع المعرضة للخطر في القائمة الحمراء للاتحاد الدولي لحفظ الطبيعة. 

### استشهاد
- Balfour، I. B.؛ Forbes، Henry O. (1903). "The Birds of Abd-el-Kuri". في Forbes, Henry O. (المحرر). The Natural History of Sokotra and Abd-el-kuri. London: R. H. Porter. مؤرشف من الأصل في 2022-11-04.
- Ogilvie-Grant، W. R.؛ Forbes، Henry O. (مايو 1899). "The Expedition to Socotra I. Descriptions of the New Species of Birds". Bulletin of the Liverpool Museums Under the City Council. ج. II ع. I. مؤرشف من الأصل في 2022-11-04.
- Summers-Smith، J. Denis (1988). The Sparrows. illustrated by Robert Gillmor. Calton, Staffs, England: T. & A. D. Poyser. ISBN:0-85661-048-8. مؤرشف من الأصل في 2022-07-11.